# Henri Rolin

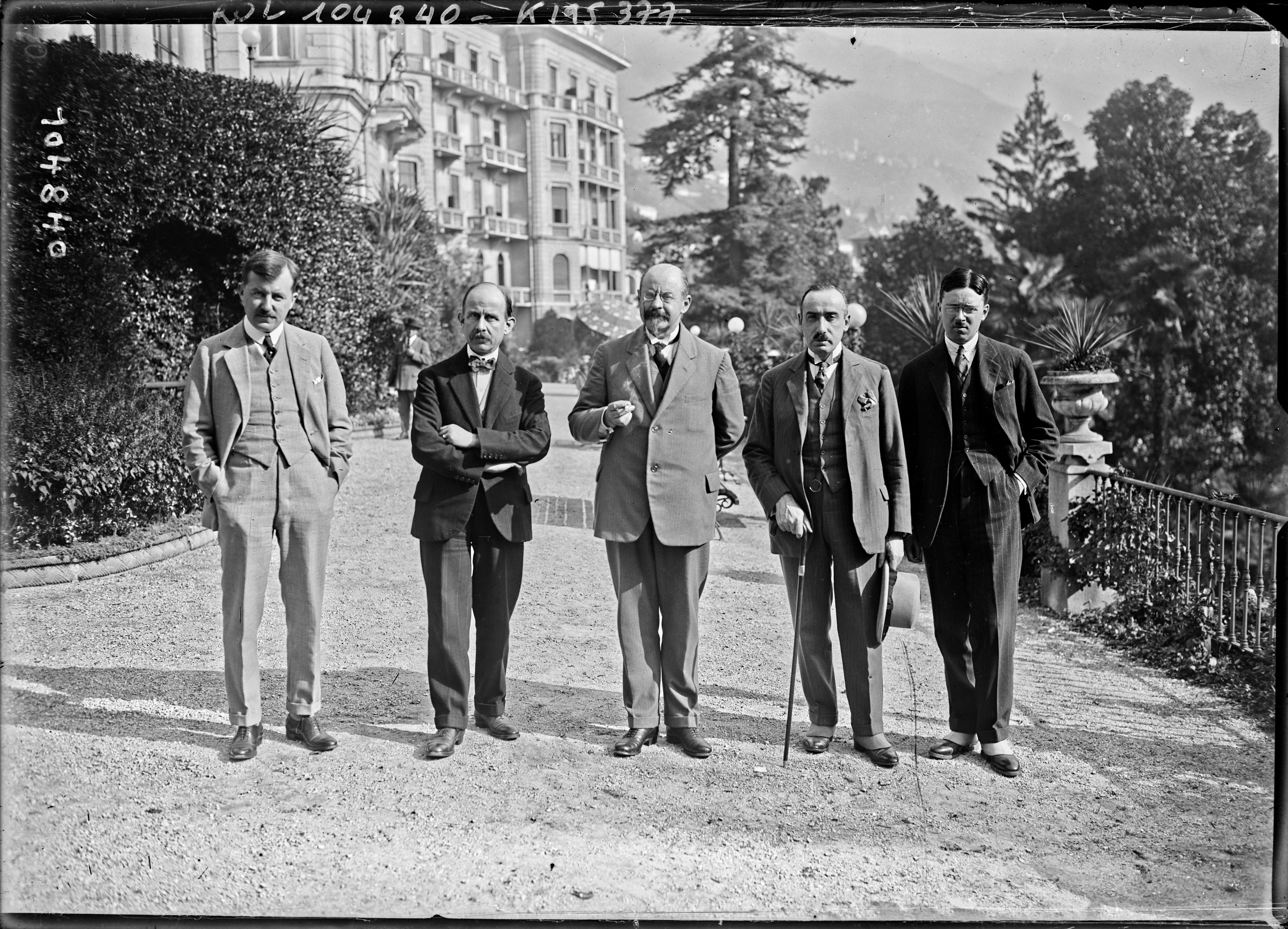

Henri Marthe Sylvie Rolin (* 3. Mai 1891 in Gent; † 20. April 1973 in Paris) war ein belgischer Jurist und Politiker. Er wirkte unter anderem von 1947 bis 1949 als Präsident des belgischen Senats, von 1930 bis 1961 als Professor für internationales Recht an der Université Libre de Bruxelles sowie von 1968 bis 1971 als Präsident des Europäischen Gerichtshofs für Menschenrechte.

## Leben
Henri Rolin wurde 1891 in Gent geboren und studierte Rechtswissenschaften an der Universität Gent, an der er 1919 promovierte. Nach dem Ende des Ersten Weltkriegs war er unter anderem an der Ausarbeitung des Friedensvertrages von Versailles beteiligt. Von 1930 bis zur Emeritierung anlässlich seines 70. Geburtstages im Jahr 1961 wirkte er als Professor für internationales Recht an der Université Libre de Bruxelles, darunter von 1947 bis 1950 als Dekan von deren juristischer Fakultät. Zusammen mit Charles De Visscher und einigen anderen Rechtsexperten und Diplomaten gründete er 1947 das belgische Institut royal des relations internationales (Königliches Institut für internationale Beziehungen, IRRI). Darüber hinaus war er ab 1924 Mitglied des Institut de Droit international (Institut für Völkerrecht), dessen 1963 in Brüssel stattfindende 51. Sitzung er als Präsident leitete. Von 1959 bis 1971 wirkte er als Richter am Europäischen Gerichtshof für Menschenrechte, dem er vom 27. September 1968 bis zum 5. Mai 1971 als Präsident vorstand. In diesem Amt folgte ihm der britische Jurist Humphrey Waldock.
Henri Rolin war ab 1931 Mitglied der Belgischen Arbeiterpartei (Belgische Werkliedenpartij) und später auch von deren Nachfolgeorganisation, der Sozialistischen Partei Belgiens (Parti socialiste belge). Vom 13. März bis zum 31. März 1946 fungierte er als Justizminister Belgiens und vom 11. November 1947 bis zum 6. November 1949 als Präsident des belgischen Senats, dem er von 1932 bis 1968 angehörte. Im Jahr 1948 wurde er zum Staatsminister ernannt. Die Universität Grenoble verlieh ihm die Ehrendoktorwürde. In der belgischen Gemeinde Waterloo trägt der Boulevard Henri Rolin seinen Namen. Das Centre de droit international (Zentrum für internationales Recht) der Université Libre de Bruxelles verleiht seit 1976 den Prix Henri Rolin für herausragende Forschungsarbeiten im Bereich des Völkerrechts und der internationalen Beziehungen. Darüber hinaus besteht an der Universität ein als Chaire Henri Rolin bezeichneter Ehrenlehrstuhl für Gastprofessoren.
Herin Rolin starb 1973 in Paris. Auch sein Vater Albéric Rolin, sein Onkel Gustave Rolin-Jaequemyns sowie dessen Sohn Edouard Rolin-Jaequemyns waren renommierte Juristen im Bereich des internationalen Rechts und zum Teil in ranghohen Ämtern in der belgischen Politik tätig.